# Synopeas polaszeki
Synopeas polaszeki är en stekelart som beskrevs av Peter Neerup Buhl 2004. Synopeas polaszeki ingår i släktet Synopeas och familjen gallmyggesteklar. Inga underarter finns listade i Catalogue of Life.